# Antonio Conte (esgrima)
Antonio Conte (Minturno, Latina, Laci, 11 de desembre de 1867 – Minturno, 4 de febrer de 1953) va ser un tirador d'esgrima italià que va competir a cavall del segle xix i el segle xx. El 1900 va prendre part en els Jocs Olímpics de París, en què guanyà la medalla d'or en la prova de sabre professional. En la prova de floret professional acabà en quarta posició.